# Nationale Bank van Griekenland
De Nationale Bank van Griekenland (Engels: National Bank of Greece S.A. (NBG), Grieks: Εθνική Τράπεζα της Ελλάδος) is de grootste en tevens oudste bank in Griekenland.
In de bankencrisis van eind 2011 was deze bank bijna gefuseerd met de Alpha Bank.